# Mark Wilkinson (disegnatore)
Mark Wilkinson (Windsor, 3 ottobre 1952) è un disegnatore britannico specializzato in copertine di album discografici.
È conosciuto e apprezzato per i suoi dettagliati e realistici artwork che ha creato per moltissime band soprattutto britanniche, e una moltitudine di cover per la progressive rock band Marillion. Utilizza uno svariato numero di tecniche, ma predomina quella dell'aerografo, di cui lui è considerato il maestro. La sua prima creazione fu per l'EP di debutto dei Marillion, Market Square Heroes. Successivamente, gli artwork di Wilkinson sono stati usati in tutti gli album dei Marillion e tutti i singoli fino a the Thieving Magpie (1988). Quando il cantante Fish lasciò la band Wilkinson lo seguì e disegnò per lui molti artwork.
Nel 1997 collaborò con la Bill Smith Studios (che aveva sostituito Wilkinson prendendo il titolo di  Gruppo ufficiale degli artwork dei Marillion) per il cd compilation The Best of Both Worlds, che includeva canzoni di ambedue le ere della band, e l'etichetta EMI decise che la cover doveva includere spunti e riferimenti agli artwork delle due epoche.
Anche se Wilkinson è sempre identificato come il disegnatore di artworks per i Marillion e per Fish (nello stesso modo cui viene identificato Roger Dean per gli Yes o Paul Whitehead per i Genesis), lui disegnò anche cover di album e poster dei concerti per molti altri gruppi, fra cui Iron Maiden e Judas Priest, e anche per varie cose per i Bon Jovi, Jimmy Page, The Who, Europe, The Darkness e Kylie Minogue. Al di fuori della musica, disegno anche numerose copertine di libri, fumetti e altri incarichi.
Nel 2000 il cantante Fish e Wilkinson collaborarono nella scrittura di un libro, The Masque, che, con il formato "back and forth", descrivono le modalità con cui furono create le copertine musicali dei Marillion.
Nel giugno 2005 Mark Wilkinson partecipa con le sue opere, esposte per la prima volta in Italia, alla mostra-evento "Aerografica4" (Firenze, Limonaia di Villa Strozzi) organizzata da Art & Heart Studio. In quell'occasione Mark prende parte anche ad un seminario dove illustra la propria tecnica e risponde alle domande degli appassionati. 